# Luke Morahan
Pour les articles homonymes, voir Morahan.

a Compétitions nationales et continentales officielles uniquement.

b Matchs officiels uniquement.
Dernière mise à jour le 3 janvier 2023.
Luke Morahan, né le 13 avril 1990 à Brisbane (Australie), est un joueur international australien de rugby à XV et à sept jouant au poste d'arrière ou d'ailier.

## Biographie

### Carrière en rugby à sept
Luke Morahan est sélectionné dans l'équipe d'Australie de rugby à sept avec laquelle il fait ses débuts à l'occasion du tournoi d'Afrique du Sud 2008. En 2010, il est retenu avec la sélection australienne pour disputer les Jeux du Commonwealth 2010 où l'Australie échoue en finale face à la Nouvelle-Zélande (24-17). Il participe également à la coupe du monde 2013 où l'Australie terminera en quart de finale.
Il participe également aux deux premières étapes des World Series 2013-2014 pour les tournois de Dubai et d'Afrique du Sud.

### Carrière en rugby à XV
Luke Morahan dispute son premier match de Super 14 avec les Queensland Reds en 2009 contre les Lions. En 2011, il remporte la première édition du Super 15.
En 2014, il s'engage avec la Western Force, équipe basé sur la côte ouest australienne à Perth. Il dispute également le National Rugby Championship avec Perth Spirit en 2014 pour la première édition puis en 2016 où il remporte le titre.
Le 20 mars 2017, Bristol Rugby annonce qu'il rejoint le club à partir de la saison 2017-2018. Dès sa première saison en Angleterre, il s'impose dans sa nouvelle équipe et termine meilleur marqueur d'essais du Championnat d'Angleterre de 2e division avec 17 réalisations, jouant alors un rôle important dans le titre de champion permettant la remontée de son club en première division,.
Le 5 décembre 2022, il s'engage en tant que joker médical à l'Aviron bayonnais pour pallier l'absence de Gaëtan Germain forfait pour le reste de la saison. Toutefois il ne rejoint le club qu'en janvier 2023 à la fin du contrat de joker médical de Martín Bogado. Cependant, un mois après son arrivée, des examens médicaux révèlent la présence de thromboses vasculaires. Il est alors écarté des terrains pendant près de quinze mois.
Finalement, en fin de saison 2023-2024, il met un terme à sa carrière professionnelle, à cause de thromboses vasculaires l'empêchant de jouer.

## Palmarès

### En club
- Queensland Reds
  - Vainqueur du Super 15 en 2011
- Perth Spirit
  - Vainqueur du National Rugby Championship en 2016
- Bristol Bears
  - Vainqueur du Championnat d'Angleterre de 2e division en 2018
  - Vainqueur du Challenge européen en 2020

### En sélection nationale
- Australie à sept
  -  Deuxième des Jeux du Commonwealth en 2010

### Distinctions personnelles
- Meilleur marqueur d'essais du Championnat d'Angleterre de 2e division en 2018 (17 essais)